# Scelgo me
Scelgo me è un brano musicale, interpretato dal cantante italiano Marco Carta pubblicato il 18 gennaio 2013 dalla casa discografica Warner Music Italy come terzo singolo estratto dal suo quarto album in studio, Necessità lunatica.

## Il brano
Il brano, pubblicato dalla casa discografica Warner Music Italy e prodotto dagli stessi autori e compositori, Daniele Coro e Federica Camba, è in rotazione radiofonica dal 18 gennaio 2013 ed in contemporanea disponibile per il download digitale.

## Il video
Il videoclip del brano entra in rotazione nei principali canali musicali TV a due mesi circa dall'entrata del pezzo in radio, ed è un piano sequenza in cui l'artista sardo interpreta la canzone. Dal volto del cantante risaltano tutte le emozioni, gli stati d'animo del testo del brano. Il videoclip è girato interamente in bianco e nero, in uno studio di Roma dal giovane regista Simone Angiulli, con la consecutiva post-produzione di Studio Kocany.

## Successo commerciale
Il brano al suo debutto esordisce alla 15ª posizione della Top Singoli, ottenendo in quella seguente come posizione massima, la 10ª della medesima classifica. Nel mese di aprile viene certificato disco d'oro per le oltre 15 000 copie vendute in digitale.

## Classifiche
| Classifica (2013) | Posizione massima |
| ----------------- | ----------------- |
| Italia            | 10                |

### Classifiche di fine anno
| Classifica (2013) | Posizione |
| ----------------- | --------- |
| Italia            | 96        |